# Jake Speer (actor)
Jake Speer es un actor australiano, más conocido por haber interpretado a Oscar MacGuire en la serie Home and Away.

## Carrera
Jake tiene una hermana menor.
Se entrenó en la prestigiosa escuela australiana National Institute of Dramatic Arts "NIDA".
En el 2013 escribió, produjo y dirigió el documental Leeton - The Formative Years.
El 3 de septiembre del mismo año se unió al elenco de la popular serie australiana Home and Away donde interpreta a Oscar MacGuire, el hermano gemelo de Evelyn MacGuire y sobrino de Zac MacGuire, hasta el 5 de mayo de 2016 después de que su personaje muriera inmediatamente luego de quedar atrapado en la explosión ocurrida en el Caravan Park.

## Filmografía

### Series de televisión
| Año         | Serie         | Personaje      | Notas         |
| ----------- | ------------- | -------------- | ------------- |
| 2013 - 2016 | Home and Away | Oscar MacGuire | 255 episodios |

### Películas
| Año  | Título          | Personaje     | Notas                                                                                      |
| ---- | --------------- | ------------- | ------------------------------------------------------------------------------------------ |
| 2015 | Before the Dawn | Teniente Kerr | corto                                                                                      |
| 2013 | Backyard Ashes  | Pigeon        | junto a Damian Callinan, Maddison Catlin-Smith, Rachael Cox, Matt Davidson y Adam Drummond |
| 2013 | Walk Right In   | Colin Kelly   | corto - junto a Thomas Cocquerel y Brandon McClelland                                      |
| 2004 | Michael Blanco  | Productor     | junto a Michaël Goldberg, Larry Moss, Lily Holbrook y Judy Dickerson                       |

### Director, guionista y productor
| Año  | Título                      | Notas                                                  |
| ---- | --------------------------- | ------------------------------------------------------ |
| 2013 | Walk Right In               | corto - productor                                      |
| 2013 | Leeton: The Formative Years | documental - director, guionista, productor y narrador |